# Ејакулација
Ејакулација представља излучивање сперме из пениса, уобичајено пропраћено оргазмом. Обично је последица полног надражаја за вријеме сношаја (или било које друге полне активности), а може укључивати и надражај простате. Ријетко је последица обољења простате. Ејакулација се може десити и сама од себе током спавања и тада се назива полуција.

## Код мушкараца

### Физиологија
Код човека ејакулација се своди у две фазе:
- Прва фаза је фаза емисије: Семевод, семена везикула и простата се контрахују и гурају сперму према уретри, што провоцира притисак у овом региону. Код мушкарца овај осећај се зове "тачка без повратка", где долази до оргазма.
- Друга фаза је фаза сношаја: Мишић који се налази око ануса и na самој бази пениса, који се назива пубокоскигеали мишић (мишић који омогућава прекид мокрења) се контрахује импулсивно и избацује сперму до самог сношаја.

Нормални волумен сперме је од 2 до 6мл или пуна кашичица. Преко 6мл говоримо о хиперсперми, a мање од 2мл хипосперма.
Генерално пенис губи ерекцију после сношаја. Жеља за мокрењем се може осетити у неким случајевима. Ова реакција помаже чишћењу уретре мокраћом од остатка сперме.
Током пубертета, први оргазам, ноћни, који су понекад праћени еротским сном, или после мастурбације, могу изазвати емисију сперме, иако његова функција још увек није активна. Током сна и без сексуалног односа и другог надражаја може доћи до сношаја. Овај феномен је названа "ноћна емисија" или "ноћна полуција". Ова врста сношаја може се продуковати током адолесценције, а некада и током адултства. Овакве појаве су нормалне; због сталне обнове сперматозоида, организам се ослобађа старих сперматозоида новим.

### Прекосни сношај
Прекосни сношај је сношај мање од три минута после надражаја. Прекосни сношај може доћи током првог сексуалног односа. Иако ово није поремећај, све док мушкарац може онанисати, али психолошки представља блокаду у сексуалном животу.

### Ретроградна ејакулација
Ретроградна ејакулација је одсуство сперме током сношаја, што се сноси на анатомском плану. Сперма је онда спроведена до бешике. Овај проблем се може решити операцијом, а за родитеље артифицијелном семинацијом.

### Касни сношај везан за мастурбацију
Неки мушкарци имају проблем са сношајем сем током мастурбације. Ово се своди на учестало мастурбирање где се организам навикава сам на ову врсту надражаја. Овај проблем се може решити психолошким праћењем.

## Код жена
Можемо причати и о женском сношају, које ослобађају течност током оргазма. Ова течност ослобађа Скенова жлезда која се налази близу уретре. Ова врста ејакулације може бити презентована у виду једне капи па све до битног избачаја ове течности. Ретко је овај циљ повезан са Г тачком. Истраживања су показала да потенцијално свака жена може онанисати. Период где су високе шансе су: близу менструације (јака осетљивост), трудноћа, парови од поверења, и потпуна опуштеност током односа. Због великог недостатка овог осећања већину жена не могу да дисоцирају између онанисања и уринирања, иако ова течност нема исту композицију као мокраћа, већ је приближна секрету течности код мушкарца.